# 肌氨酸
肌氨酸(英語：sarcosine)即N-甲基甘氨酸，或2-甲氨基乙酸，非編碼氨基酸。可以由氯乙酸与甲胺反应制得。它是胆碱自然代谢为甘氨酸过程中的一个中间体。肌氨酸有甜味，溶于水。

## 歷史
肌氨酸首度在1847年由德國化學家尤斯图斯·冯·李比希分離及命名。
雅各布·福尔哈德在1862年時首度在阿道夫·威廉·赫尔曼·科尔贝的實驗室中合成了肌胺酸。在肌胺酸首次人工合成前，肌氨酸已被認定是一常於肉類中發現的化合物，肌酸水解的產物。在此推論下，由甲胺和氯乙酸共同混合製備下，雅各布·福尔哈德證明肌胺酸即是N-甲基甘胺酸。